# Logo Unii Europejskiej TöGEthé® Since 1957
TöGEthé® Since 1957 (z ang. Razem od 1957 roku) – logo Unii Europejskiej zaprojektowane przez studenta Akademii Sztuk Pięknych w Poznaniu, Szymona Skrzypczaka. Hasło ułożone jest z liter o różnych barwach i czcionkach, co symbolizuje różnorodność Unii Europejskiej i jest odwołaniem do hasła „jedność w różnorodności”.
Logo stało się oficjalnym znakiem 50. rocznicy podpisania traktatów rzymskich.